# 이필중
이필중(李弼中, 1951년~)은 대한민국의 암호학자이다.포항공과대학교의 교수로 재직 중이다.